# 24529 Urbach
24529 Urbach è un asteroide della fascia principale. Scoperto nel 2001, presenta un'orbita caratterizzata da un semiasse maggiore pari a 2,3163151 UA e da un'eccentricità di 0,0962480, inclinata di 6,25140° rispetto all'eclittica.